# Константин Стерьов
Константин (Дино) Стерьов Копелето (на гръцки: Κωνσταντίνος Στεργίου, Константинос Стериу, Ντίνας Στεργίου, Динас Стериу) е ренегат от Вътрешната македоно-одринска революционна организация, деец на Гръцката въоръжена пропаганда в Македония от началото на XX век.

## Биография
Константин Стерьов е роден в костурското село Статица, тогава в Османската империя. Смятан е за незаконен син на убития от ВМОРО Касъм бег. Присъединява се към ВМОРО, но по-късно преминава на гръцка страна. Сътрудничи си с Павлос Мелас, а след смъртта му отрязва главата му и я отнася в Желево. По-късно е четник на Евтимиос Каудис.